# آديفاسي

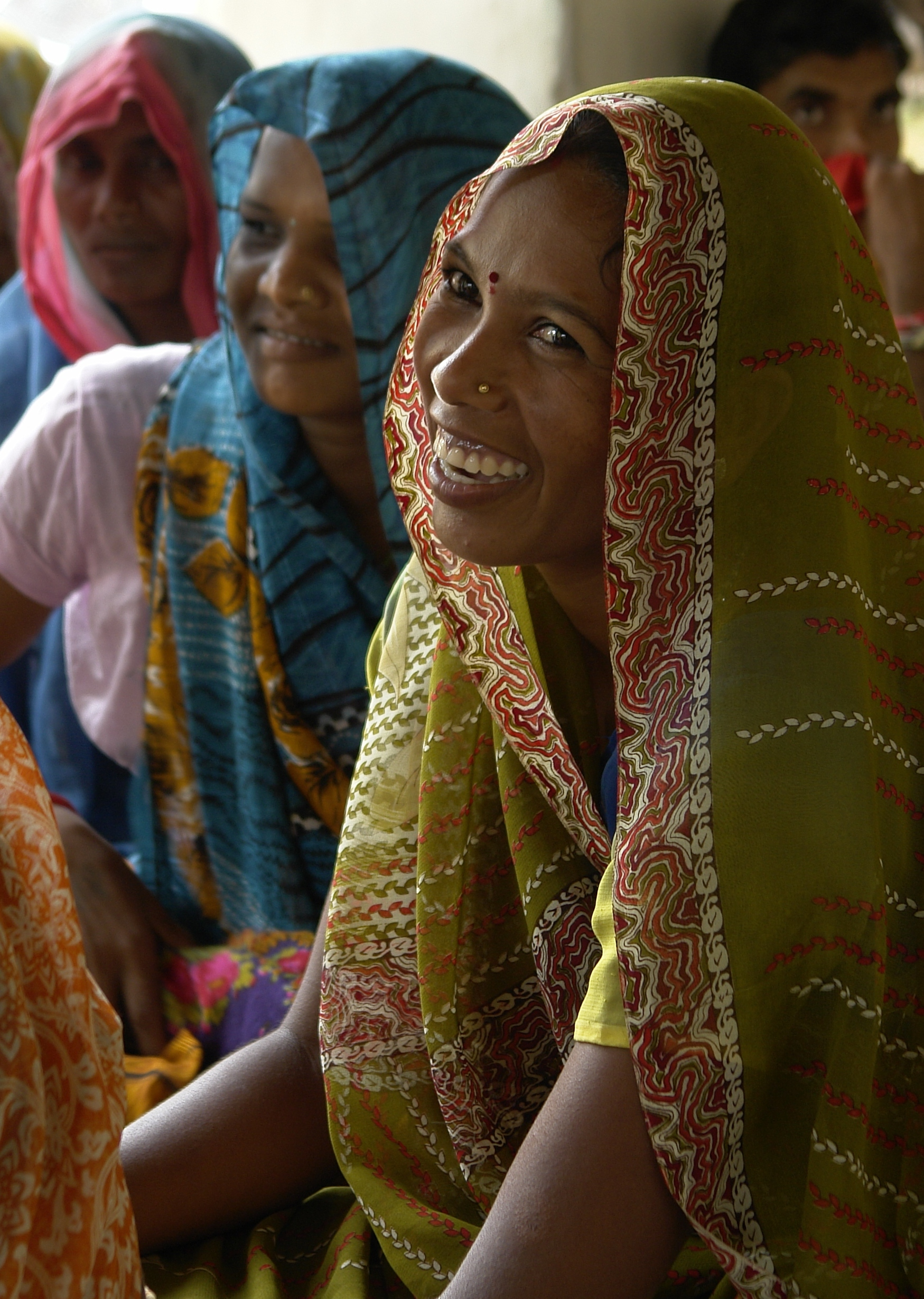
نساء في قرية غوند أديفاسي، منطقة عماريا، مدهيا برديش

آديفاسي أو أديفاسي أو آديباشي أو آديواسي (بالهندية: आदिवासी) هو مصطلح جامع لقبائل شبه القارة الهندية، الذين يعتبرون من السكان الأصليين في أماكن داخل الهند حيث يعيشون، إما كمُنتّجِعِين (باحثين عن الطعام) أو مجتمعات قبلية مستقرة. يستخدم المصطلح أيضًا للأقليات العرقية، مثل: شعب تشاكما، بنغلاديش، شعب كاس، نيبال، فيدَّا، سريلانكا.

Percent of scheduled tribes in India by tehsils by census 2011